# 1644
Реформація •  Епоха великих географічних відкриттів •  Ганза •  Нідерландська революція •  Річ Посполита •  Запорозька Січ

## Геополітична ситуація
Османську імперію очолює Ібрагім I (до 1648). Під владою османського султана перебувають Близький Схід та Єгипет, Середземноморське узбережжя Північної Африки, частина Закавказзя, значні території в Європі: Греція, Болгарія і Сербія. Васалами османів є Волощина та Молдова.
Священна Римська імперія — наймогутніша держава Європи. Її територія охоплює, крім німецьких земель, Угорщину з Хорватією, Богемію, Північну Італію. Її імператором є Фердинанд III з родини Габсбургів (до 1647). На території імперії триває Тридцятирічна війна.
Габсбург Філіп IV Великий є королем Іспанії (до 1665) та Португалії. Йому належать Іспанські Нідерланди, південь Італії, Нова Іспанія, Нова Гранада та Нова Кастилія в Америці, Філіппіни. Королем Португалії проголошено Жуана IV, хоча Іспанія це проголошення не визнає. Португалія має володіння в Бразилії, в Африці, в Індії, на Цейлоні, в Індійському океані й Індонезії.
Північ Нідерландів займає Республіка Об'єднаних провінцій. Король Франції — Людовик XIV (до 1715). В Англії триває Англійська революція. Королем формально залишається Карл I. Король Данії та Норвегії — Кристіан IV Данський (до 1648), королева Швеції — Христина I (до 1654). На Апеннінському півострові незалежні Венеціанська республіка та Папська область.
Королем Речі Посполитої, якій належать українські землі, є Владислав IV Ваза (до 1648). На півдні України існує Запорозька Січ.
Царем Московії є Михайло Романов (до 1645). Існують Кримське ханство, Ногайська орда.
В Ірані правлять Сефевіди.
Значними державами Індостану є Імперія Великих Моголів, Біджапурський султанат, султанат Голконда, Віджаянагара. Владу в Китаї захопила Династія Цін. У Японії триває період Едо.

## Події

### В Україні
- Військо Речі Посполитої завдало поразки татарам у Охматівській битві.

### У світі
- Англійська революція:
  - 26 січна круглоголові завдали поразки роялістам поблизу Нантвіча.
  - 2 липня прихильники парламенту розбили військо короля Карла I в битві під Марстон-Муром.
  - 1 вересня роялісти виграли битву при Тіппенмурі.
  - 2 вересня, поблизу від Лоствітьєла, роялісти здобули свою останню перемогу.
- 15 вересня розпочався понтифікат Іннокентія X.
- Тридцятирічна війна:
  - 11 березня Юрій I Ракоці захопив Кошиці.
  - Французький генерал Анрі де Тюренн здобув низку перемог над імперцями в Баварії.
  - 14 вересня почалися перемовини в Трнаві. Імператор Фердинанд III Габсбург змушений задовольнити вимоги Ракоці щодо свободи віросповідання в Угорщині.
  - Дансько-шведська війна. Шведcький та нідерландський флоти завдали поразки данцям в протоці Ферман.
- Розгорілася війна між Іспанією та Португалією через розрив особистої унії. Португальці виграли битву при Монтіхо, потім відстояли замок Елваш.
- За угодою, підписаною в Гоа, португальці визнали нідерландські завоювання на Цейлоні.
- Зміна династії в Китаї:
  - 25 квітня селянська повстанська армія під керівництвом Лі Цзичена практично без бою захопила Пекін, столицю імперії Мін. Останній імператор династії покінчив життя самогубством.
  - 25 травня У Саньґуй відкрив для маньчжурів прохід у Великому китайському мурі, дозволивши їм піти на Пекін.
  - 27 травня маньчжури розбили армію Лі Цзичена.
  - З червня Лі Цзичен оголосив себе імператором династії Шунь.
  - 6 червня маньчжури захопили Пекін. В історії Китаю почалася епоха правління маньчжурської династії Цін.

## Наука та культура
- У Варшаві встановлено колону короля Сигізмунда.
- Побачила світ книга Рене Декарта «Засади філософії».

## Народились
Дивись також Категорія:Народились 1644
- 25 вересня — Оле Ремер, данський астроном, який перший виміряв швидкість світла
- невідомо — Мацуо Басьо, японський поет

## Померли
Див. також Категорія:Померли 1644
- 29 липня — Папа Римський Урбан VIII